# Cylindrepomus filiformis
Cylindrepomus filiformis är en skalbaggsart som beskrevs av Stefan von Breuning 1938. Cylindrepomus filiformis ingår i släktet Cylindrepomus och familjen långhorningar. Inga underarter finns listade i Catalogue of Life.